# Anavia Battle
Anavia Battle (* 28. März 1999 in Inkster) ist eine US-amerikanische Sprinterin, die sich auf den 200-Meter-Lauf spezialisiert hat.

## Sportliche Laufbahn
Seit 2018 absolviert Anavia Battle ein Studium für Human Development and Family Sciences an der Ohio State University und qualifizierte sich 2021 über 200 m für die Olympischen Sommerspiele in Tokio, bei denen sie bis ins Halbfinale gelangte und dort mit 23,02 s ausschied. 

## Persönliche Bestzeiten
- 100 Meter: 11,18 s (+1,4 m/s), 27. Mai 2021 in Jacksonville
  - 60 Meter (Halle): 7,28 s, 23. Februar 2019 in Ann Arbor
- 200 Meter: 21,95 s (+1,3 m/s), 26. Juni 2021 in Eugene
  - 200 Meter (Halle): 22,66 s, 15. Februar 2020 in Clemson